# Mandrake (serial telewizyjny)
Mandrake (2005–??) – brazylijski serial kryminalny nadawany przez stację HBO Latin America od 30 października 2005 roku. W Polsce nadawany jest przez stację Cinemax od 1 lipca 2010 roku. 
Scenariusz serialu oparty na powieściach brazylijskiego pisarza Rubema Fonseci. Wyreżyserowany przez José Henrique Fonseci, syna pisarza. W 2006 roku serial otrzymał nominację do nagrody Emmy w kategorii najlepszy serial dramatyczny.

## Opis fabuły
Paulo Mandrake (Marcos Palmeira) jest niezwykle utalentowanym i charyzmatycznym prawnikiem z Rio de Janeiro. Pracuje w małej, ale szanowanej kancelarii. Wspólnikiem Paulo jest przyjaciel jego ojca, doświadczony adwokat Wexler (Luis Carlos Miéle). Obaj, choć mają zupełnie różne metody pracy, stanowią zgrany zespół. Razem są w stanie rozwiązać najtrudniejsze sprawy. Mandrake specjalizuje się w procesach, które są związane z porwaniami i szantażowaniem. W związku z tym posiada także umiejętności negocjacyjne.
Z racji wykonywanego zawodu Mandrake obraca się w skrajnie różnych środowiskach. Z jednej strony jest częstym gościem salonów miejscowej elity, z drugiej – nierzadko styka się z przedstawicielami półświatka i mieszkańcami slamsów. W każdym z odcinków Paulo Mandrake zajmuje się inną sprawą i poznaje różne oblicza Rio de Janeiro.

## Obsada
- Marcos Palmeira jako Paulo Mandrake
- Luis Carlos Miéle jako Wexler
- Marcelo Sellado jako Raul
- Érika Mader jako Bebel
- Maria Luiza Mendonça jako Berta
- Marcelo Adnet jako Junior
- Virgínia Cavendish jako Verônica